# 公衆無線LAN

無線LANを使用したインターネットへの接続の概要図

公衆無線LAN（こうしゅうむせんラン）とは、多数の利用者（公衆）を相手として、無線LANを利用したインターネットへの接続を提供するサービスのこと。
公衆無線LANのアクセスポイントの周囲で、サービスを利用できるエリア（場所）を、無線LANスポット、Wi-Fiスポット、フリースポット、ホットスポットなどと呼ぶ。

## 概要
ノートパソコン・スマートフォン・タブレットといったモバイル機器の所有者が、主に外出先や旅行先で、誰でも無線LANを利用してインターネットに接続できるサービス。このサービスには有料で利用できる場合と無料の場合がある。無料で利用できるものは、フリーWi-Fi、無料Wi-Fiなどと呼ばれることもある。一つのアクセスポイントから受信できる範囲は、半径30m程度から見通しが良いところで半径50m程度。
公衆無線LANのアクセスポイントは、主に人の多く集まる商業施設、公共交通機関、公共施設、宿泊施設、学校等に設置される事が多い。公共交通機関では駅構内・空港施設内・バス停のみならず、鉄道車両内、バスの車内、航空機内にアクセスポイントが設置される場合がある。屋外でのアクセス向上のため電柱にアクセスポイントが設置される例もある。多くは事前契約を伴う特定多数の人にサービスを提供しているが、施設の利用者の利便の為に、無償かつ事前契約の必要のないアクセスポイントが設置される場合もある。FONのように、自宅をアクセスポイントとして提供する形態の登場により、住宅地域でも公衆無線LANのサービスが提供されつつある。

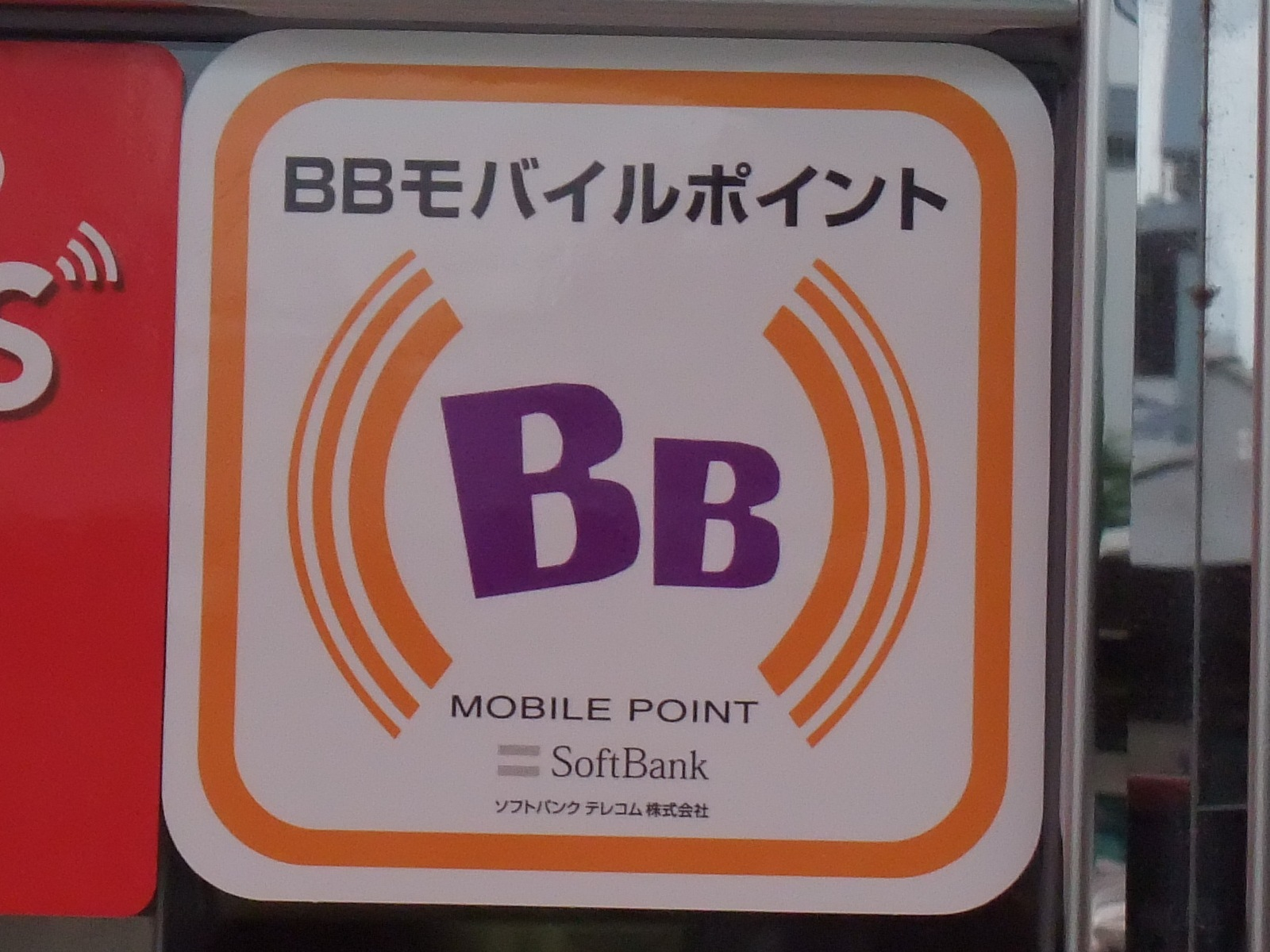
BBモバイルポイントのエリア表示
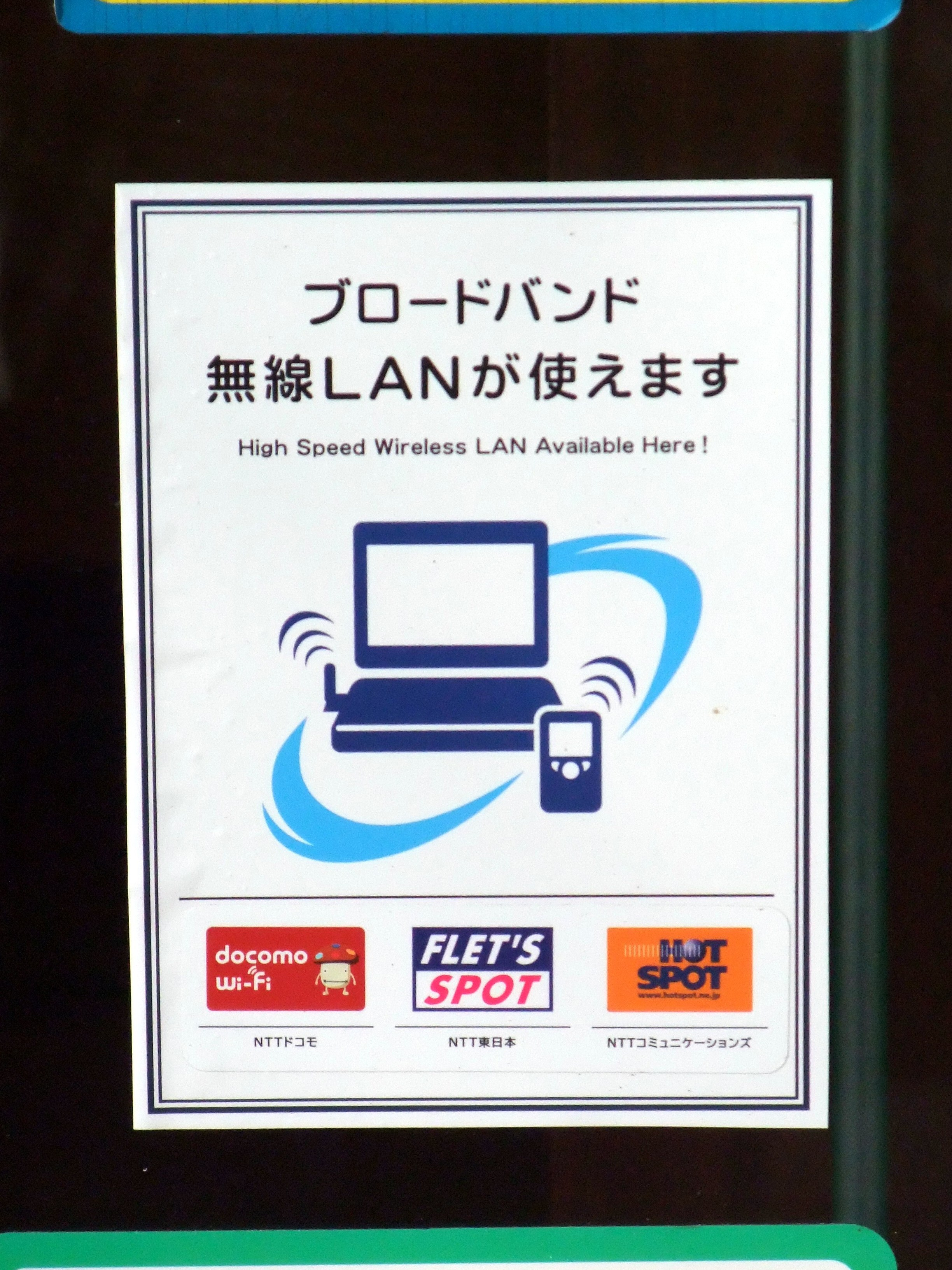
docomo Wi-Fi、フレッツ・スポット、ホットスポットのエリア表示
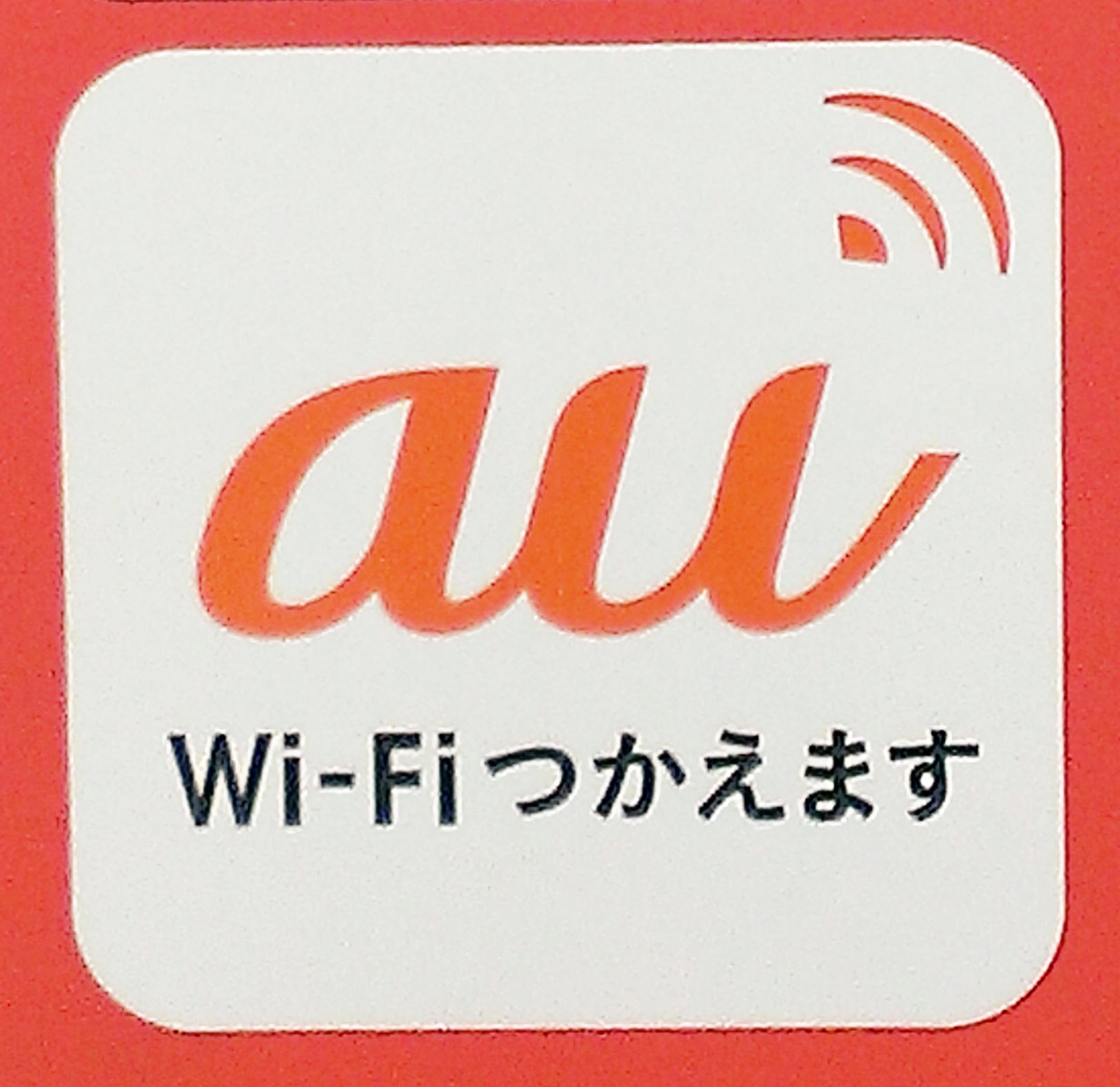
au Wi-Fi SPOTのエリア表示
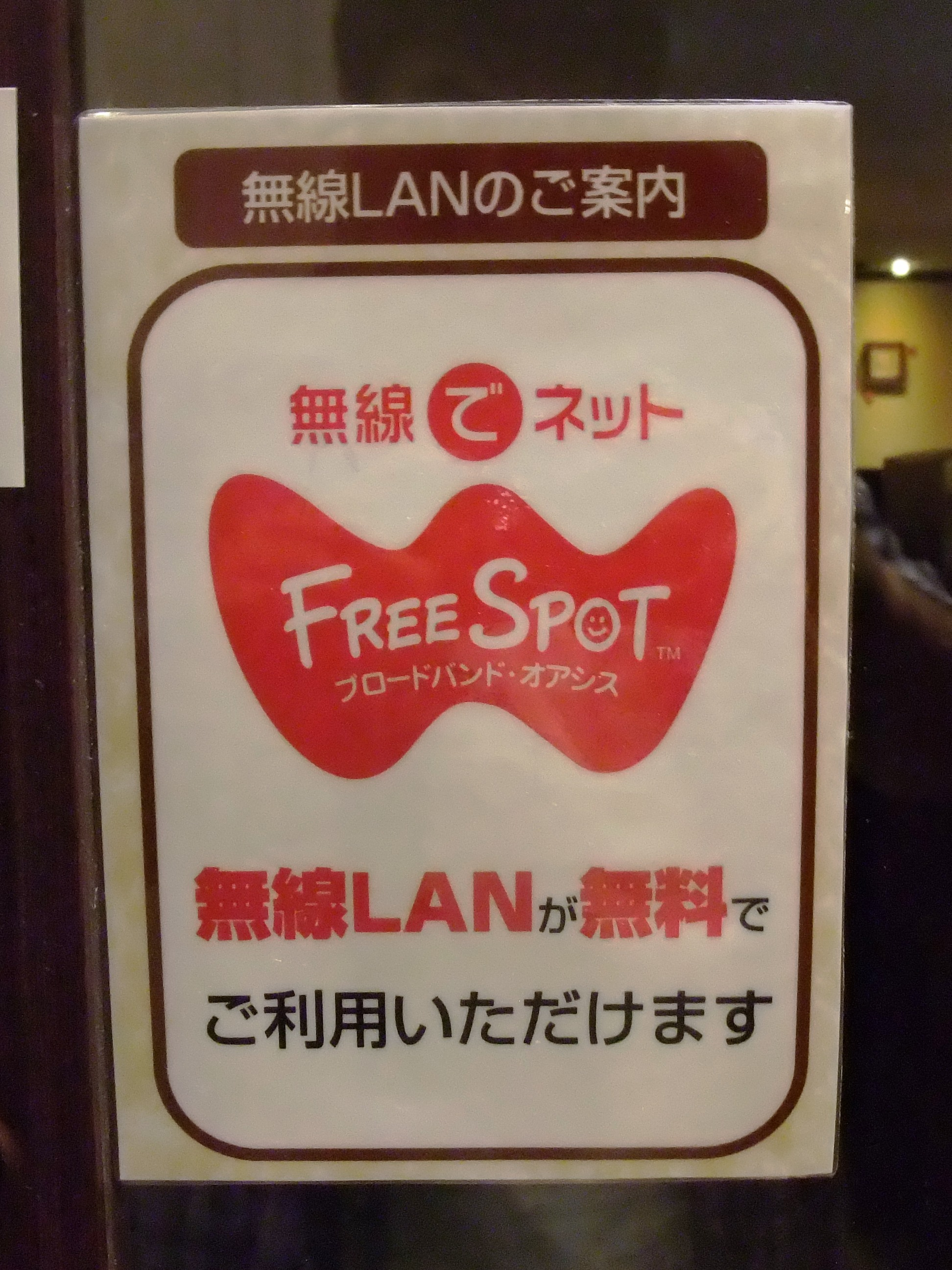
FREESPOTのエリア表示
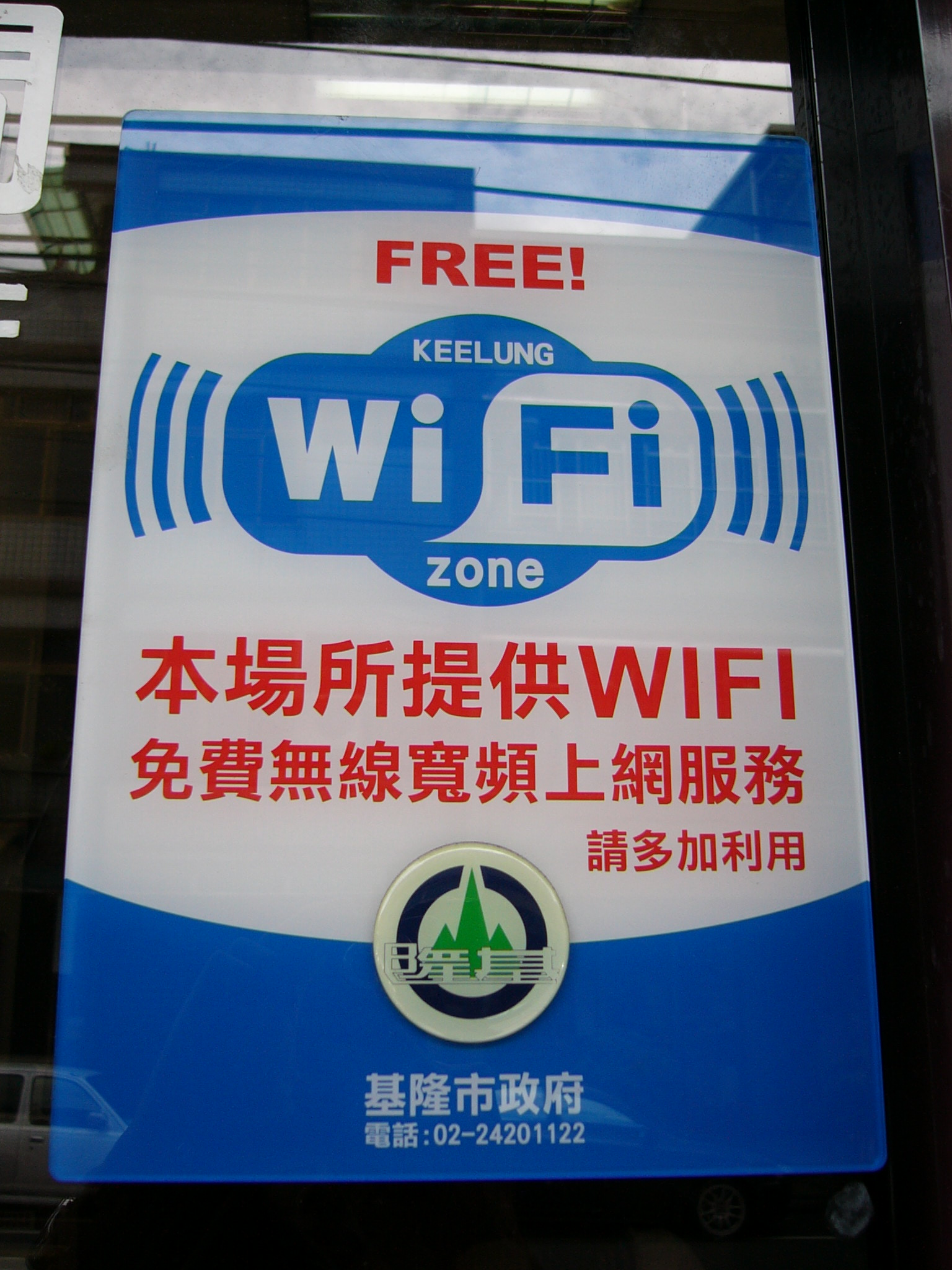
台湾基隆市政府のWiFiスポット表示
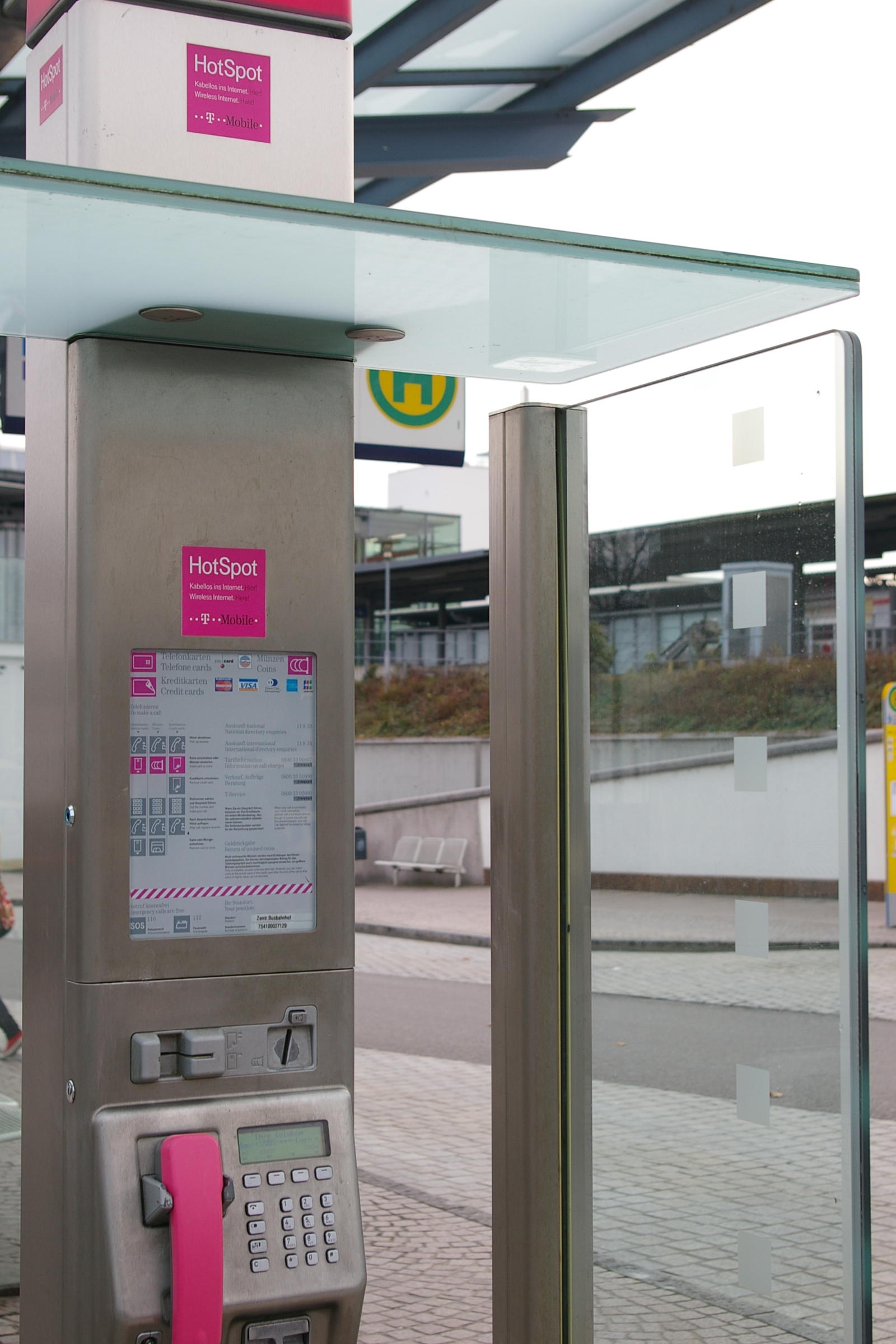
ドイツの公衆電話に設置されたアクセスポイント
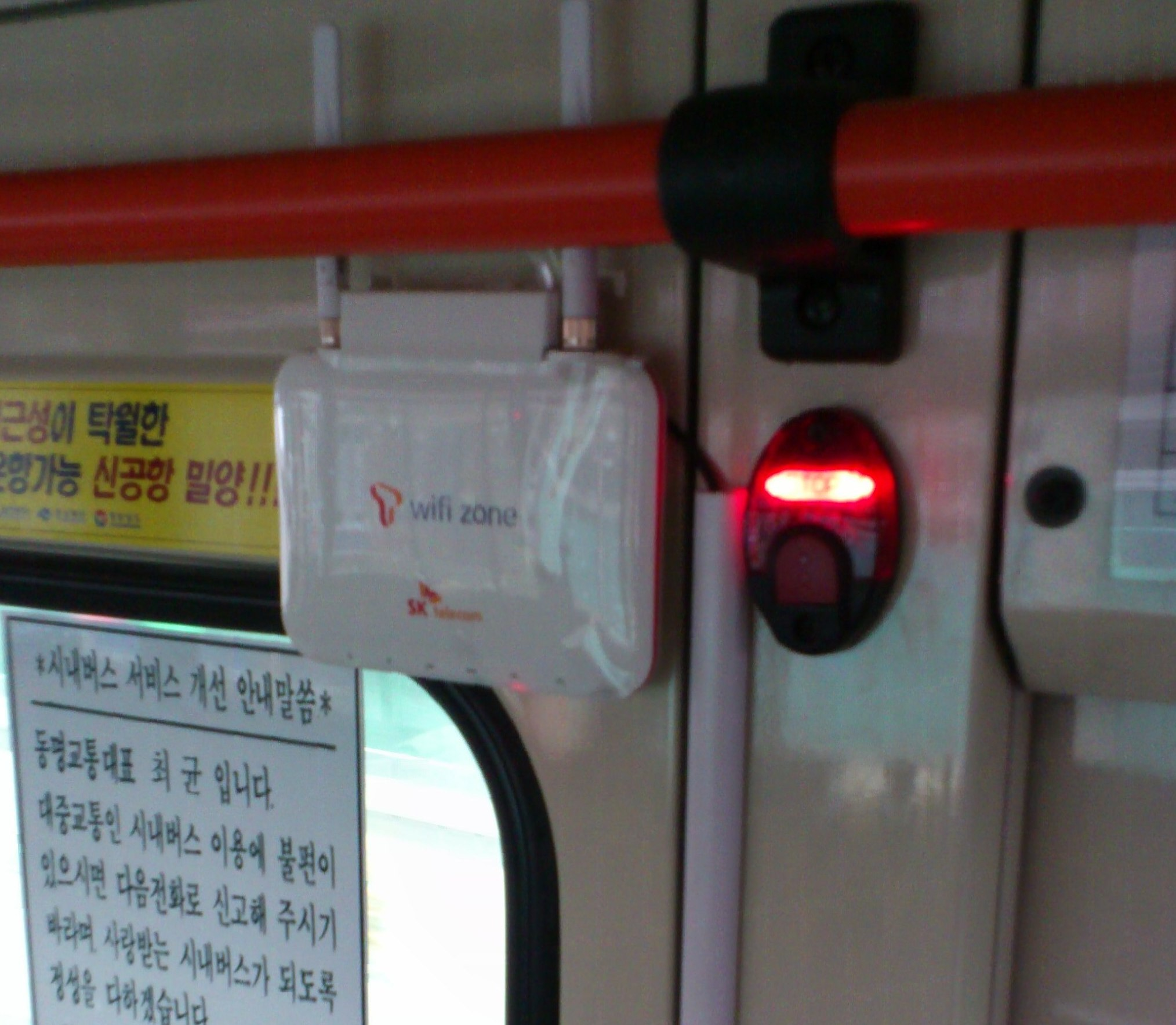
韓国のバス内のWiFiルーター
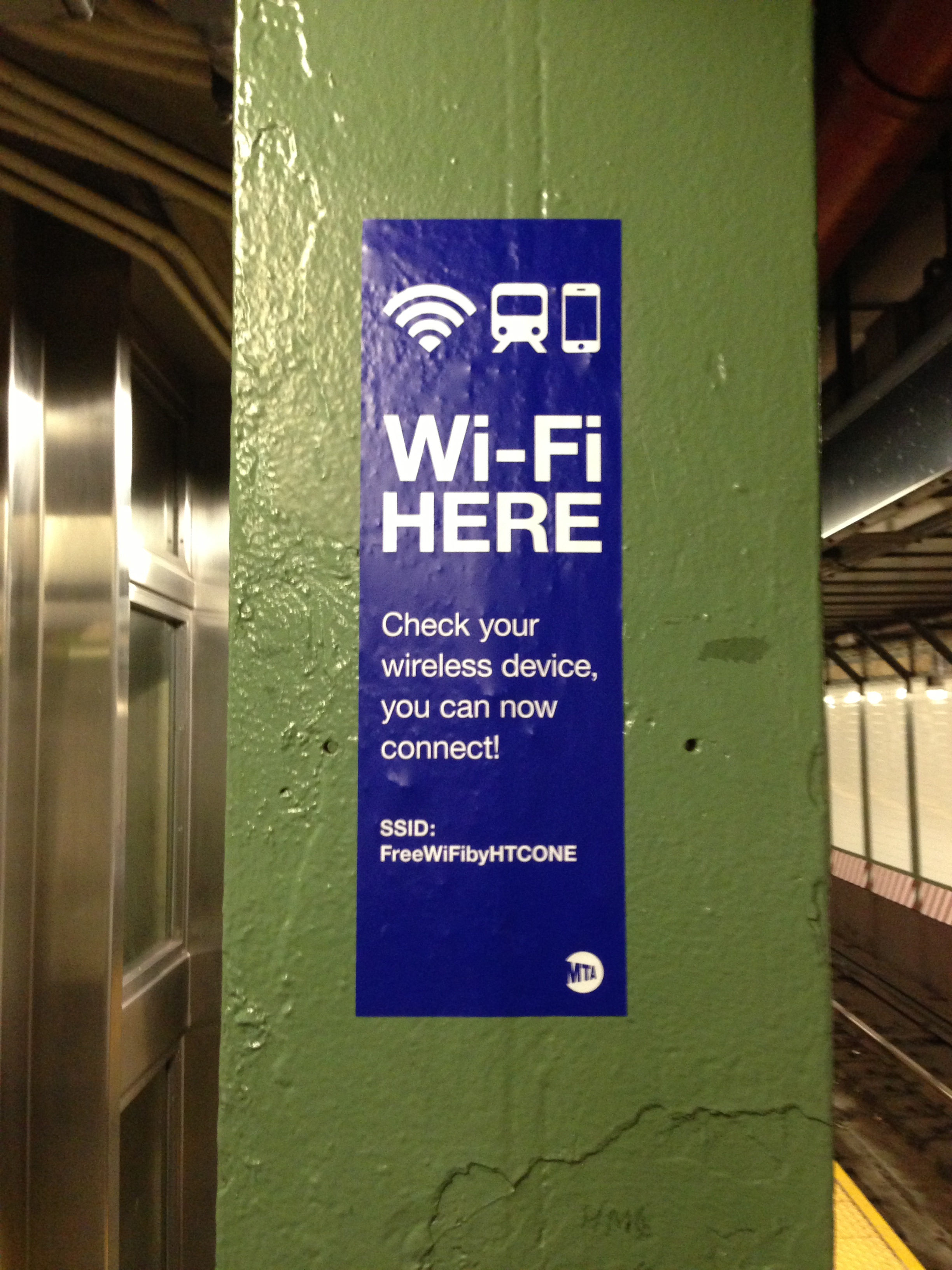
ニューヨーク地下鉄ホームのWiFiスポット

### 危険性
気軽・便利と利用されるサービスであるが、多くの場合はSSIDとパスワードによる認証であり、偽のWi-Fiスポットだけではなく他の危険性もある事から、非暗号化通信はもとより、暗号化通信であったとしても漏洩しては困る情報を取り扱わないなどの注意が呼びかけられている。

## 歴史
一般開放された無線LANを使ったインターネット接続サービスの構想は、ネットワーク研究者のブレット・スチュワートによって、1993年8月にNetWorld+Interopカンファレンスで発表された。ただし、スチュワートは“ホットスポット”という用語を使用していなかった。1994年に、スチュワートは公衆無線LANアクセスを提供するPLANCOM社を設立した（PLANCOMは後にT-モバイルの無線LANサービス部門となった）。
公衆無線LANが整備された背景は国や地域により大きく異なる。
2000年前後に起こったアメリカのインターネット・バブル期間中、同国では数多くの無線インターネット接続業者が設立された。また、アメリカやフランスのパリなどではスマートフォンが普及する前の2000年代半ばには自治体が公衆無線LANの整備に乗り出していた。
アメリカ国外でも、2000年過ぎごろから公衆無線LAN接続の実証実験が始まり、その数年後からサービスが開始されている。無料の公衆無線LANはイギリス、ブラジル、ロシアなどではオリンピックやFIFAワールドカップの開催、日本では秋葉原の喫茶店「東洋」、代官山の喫茶店「CAFE FOGLIO」などの無料サービスを契機に発展した。また、香港や台湾では主に外国人観光客への配慮のために無料の公衆無線LANの整備が進められた。
有料・無料を問わず、公衆無線LANアクセスポイントの数は増加し続けている。2006年には、全米300以上の都市で無線インターネット接続が可能となった。

### 日本
日本では、2001年6月にモバイルインターネットサービス株式会社が東京都世田谷区三軒茶屋で「街角無線インターネット」として公衆無線LANの実証実験を開始し、2002年4月に「Genuine」として商用サービスを開始した。
2001年7月にはNTTコミュニケーションズが「HI-FIBE」として実証実験を行い、2002年に「HOTSPOT」として商用サービス開始。2002年には、NTTグループやソフトバンクなどが、公衆無線LANサービスに参入した。また2005年にはNTT BPにより電車内における「つくばエクスプレス列車内インターネット接続実証実験」が行われ、2006年8月から「Mzone」（現：docomo Wi-Fi）による商用サービスが開始された。
なおこれらに先立つ2000年8月には、インターネットサービスプロバイダのスピードネットが加入者系無線アクセスシステムとして「無線アクセスサービス」の試験サービスを、埼玉県浦和市・大宮市・与野市で開始。これは電柱から利用者宅までのラストワンマイルの通信回線に802.11bの無線LANを利用したものであり、仕組みは公衆無線LANと同じであった。また2001年3月にはNTT東日本・NTTにより、無線LANと同様の高速無線技術AWAを使用した「Biportable」のトライアル実験が渋谷駅周辺で行われたが、こちらは本格的なサービスの開始には至らなかった。

## 各国の整備状況

### 日本
日本でも有料で利用できる場合と無料の場合がある。
有料で提供される場合は、提供者は電気通信事業者に限定される。サービスの利用には電気通信事業者との会員契約が必要な場合がほとんどである（そのことが、来日旅行者が日本国内の公衆無線LANを利用できない原因となっている）。自ら伝送路を有する電気通信事業者（旧第1種電気通信事業者、以下、キャリアという）がサービスを提供する場合は、全国的に大規模にアクセスポイントを設置する事が多い。これには、急激なスマートフォンの普及で、回線容量が不足する状況となった移動体キャリアが、トラフィックを公衆無線LANにオフロードする目的で、積極的にアクセスポイント拡大に走った事が背景にある。
公衆無線LANの開始からしばらくの間は、料金形態は従量制と定額制であったが、移動体キャリア（携帯電話会社）のスマートフォンの普及による回線容量の逼迫を契機とした公衆無線LANへのオフロード促進の為、自社の契約顧客に対する付加サービスとして、主契約の包括料金（実質的に無料）で提供される場合や、廉価の付加料金で提供する場合が多くなっている。この為、従前よりの公衆無線LAN事業者は、料金的にも、アクセスポイントの面でも対抗が困難な状況となり撤退する業者も現れている。
電気通信事業者が自ら設置する形態の他に、施設管理者との提携により設置される場合もある。提携による設置の場合は、同じアクセスポイントを有料・無料で兼用している場合がある。アクセスポイントを設置した施設に対し、アクセスポイントを共用する形で、無料の公衆無線LANサービスを提供する事が可能になり、これにより無料のアクセスポイントも拡大した。更に、日本においては移動体キャリアの1社であるソフトバンクモバイルが、個人客を中心とした自社の顧客に宅内でのトラフィックのオフロードを目的に、FON無線ルータを無償提供し、顧客宅をFONのアクセスポイントとした事で、住宅地域にも無料のアクセスポイントが拡大している。
一方、無料で提供される場合、飲食店や鉄道などの利用者へのサービスとして提供するもの、広告収入をもとに運営されるもの、FON専用無線ルータの設置者間でのアクセスポイントの相互開放によるものがある。
無料の場合であっても、専用のWi-Fi無線ルーターの購入設置と他の会員への開放が条件であったり、登録メールアドレス宛に広告が送られてくるなど、利用者に幾分かの負担が生じる場合がある。またこれら以外に、会場などで一時的に利用できる形態もある。
現在では、有料とされる事業者でも、実質無料又は非常に低廉であり、無料との境界がなくなりつつある。
なお、日本においては、電気通信事業者と利用契約が必要な無線LANサービスが多いため、外国人旅行者から「契約をしていない外国人旅行者は公衆無線LANが使用できない」との声が多く寄せられ、2020年の東京オリンピック開催を控え、観光庁により「無料公衆無線LANスポット認知度向上事業」（いわゆるJapan.Free Wi-Fi）が推進されるなど、都市や観光スポットなどでの無料公衆無線LANサービスの拡充が開始された。
しかし、2020年代に入ると新型コロナウイルスの影響による訪日外国人の減少や携帯電話会社による低価格の大容量プランが登場したことなどを背景として、無料公衆無線LANサービスの提供を取り止める事業者も出て来ている。
通常の使用では問題ないが、オンラインゲームでの使用や動画のストリーミング再生など大量に通信のやり取りをすると判断された場合強制的に切断される事がほとんどの公衆無線LANの規約に記載されている。

#### 有料

##### 固定系キャリア（旧：第1種電気通信事業者）

###### 現在
- BBモバイルポイント / Yahoo! BB おでかけアクセス（ソフトバンク）

###### 過去
- フレッツ・スポット（NTT東日本・NTT BP）
- OCNホットスポット（NTT Com、NTT BP）
- eoモバイル Wi-Fiスポット（ケイ・オプティコム、NTT BP）

##### 移動体キャリア（旧：第1種電気通信事業者）

###### 現在
- au Wi-Fi SPOT（KDDI、沖縄セルラー電話、Wi2）
- ソフトバンクWi-Fiスポット（ソフトバンク）[注 7]

###### 過去
- docomo Wi-Fi（NTTドコモ、NTT BP）[注 8]
- UQ Wi-Fiプレミアム （UQコミュニケーションズ、Wi2）

##### キャリア以外のISP（旧：第2種電気通信事業者）

###### 現在
- Wi2 300、ギガぞう（Wi2）
- ワイヤレスゲートWi-Fi（ワイヤレスゲート）
- エコネクト（エコネクト→セールスパートナー[24][25]）

###### 過去
- bスポット（b-mobile）
- Yahoo!無線LANスポット（Yahoo! JAPAN）
- Skype Access（マイクロソフト）

#### 無料

##### 移動体キャリア（旧：第1種電気通信事業者）

###### 現在
- d Wi-Fi（NTTドコモ）
- au Wi-Fiアクセス（KDDI、沖縄セルラー電話、Wi2）

##### 一般

###### 現在
- FREESPOT - 2013年12月現在、日本国内約11,000スポット。一部のアクセスポイントは初めて利用する際にメール認証が必要（事前のメール認証は可能。認証後、認証の際に指定した端末（MACアドレス）にて自動的にログインされる）。認証は最終利用日より半年間有効で、経過後は再認証が必要。なお、認証しなくても「ゲスト」として利用できるが1回10分までで、経過後は3時間経たないと利用することはできない（その間にメール認証することは可能）。
- LAWSON Wi-Fi - ローソンの店舗内に設置。アクセスポイントはau Wi-Fi SPOT、Wi2 300、d Wi-Fi、ソフトバンクWi-Fiスポットとの共用。初めて利用する際はメールアドレスの登録が必要。1日5回（1回60分）まで。登録は1年間有効で、経過後は再登録が必要。
- AEON MALL Wi-Fi - イオングループのショッピングセンターの店舗内に設置。アクセスポイントはフレッツ・スポット、d Wi-Fiとの共用。1回60分までだが、経過後は再接続することで何回でも利用可能。初めて利用する際はメールアドレスの登録が必要。
- ゲオ&セカストWi-Fi - ゲオとセカンドストリートの店舗内に設置。初めて利用する際はアクセスポイントのパスワードの入力が必要（パスワードは店舗内に掲載）。
- Wonder Wi-Fi - ワンダーコーポレーショングループのWonderREXの店舗内に設置。初めて利用する際はアクセスポイントのパスワードの入力が必要
- DONKI_Free_Wi-Fi - ドン・キホーテの店舗内に設置。アクセスポイントはWi2 300との共用。
- welcia Free WiFi - ウエルシアホールディングスグループのドラッグストアの店舗内に設置。1回60分までだが、経過後は再接続することで何回でも利用可能。
- Matsukiyo_Free_WiFi - マツモトキヨシグループのドラッグストアの店舗内に設置。
- TSURUHA Free Wi-Fi - ツルハホールディングスグループのドラッグストアの店舗内に設置。アクセスポイントはWi2 300との共用。
- FUJIYAKU_FREE_WI-FI - 富士薬品グループのドラッグストアの店舗内に設置。1回180分までだが、経過後は再接続することで何回でも利用可能。
- cocokarafine-free-wifi - ココカラファイングループのドラッグストアの店舗内に設置。1回60分までだが、経過後は再接続することで何回でも利用可能。
- コーナン Free Wi-Fi - コーナンの店舗内に設置。
- cainz-WiFi - カインズの店舗内に設置。初めて利用する際はアクセスポイントのパスワードの入力が必要（パスワードは店舗内に掲載）。
- at_STARBUCKS_Wi2 - スターバックスの店舗内に設置。アクセスポイントはWi2 300との共用。1回60分までだが、経過後は再接続することで何回でも利用可能。
- DOUTOR FREE Wi-Fi - ドトールコーヒーショップの店舗内に設置。1日3回（1回60分）まで。
- Komeda_Wi-Fi - コメダ珈琲店の店舗内に設置。アクセスポイントはフレッツ・スポットとの共用。1回60分までだが、経過後は再接続することで何回でも利用可能。初めて利用する際はSNSのアカウントかメールアドレスの登録が必要。
- tullys_Wi-Fi - タリーズコーヒーの店舗内に設置。アクセスポイントはWi2 300との共用。
- 309cafe_Wi-Fi - サンマルクカフェの店舗内に設置。アクセスポイントはWi2 300との共用。
- マクドナルド FREE Wi-Fi - マクドナルドの店舗内に設置。アクセスポイントはソフトバンクWi-Fiスポットとの共用。1回60分までだが、経過後は再接続することで何回でも利用可能。初めて利用する際はメールアドレスの登録とパスワードの設定が必要。Facebookでのログインも可能。
- MOS_BURGER_Free_Wi-Fi - モスバーガーの店舗内に設置。初めて利用する際はIDとパスワードが必要。IDとパスワードは最終利用日より半年間有効で、経過後は再登録が必要。
- KFC FREE Wi-Fi - ケンタッキーフライドチキンの店舗内に設置。アクセスポイントはフレッツ・スポットとの共用。1日3回（1回30分）まで。初めて利用する際はメールアドレスの登録が必要。
- LOTTERIA_Free_Wi-Fi - ロッテリアの店舗内に設置。アクセスポイントはフレッツ・スポット、d Wi-Fiとの共用。初めて利用する際はメールアドレスの登録が必要。1日16回（1回30分）まで。登録は1年間有効で、経過後は再登録が必要。
- すかいらーく Wi-Fi - すかいらーくグループの飲食店の店舗内に設置。アクセスポイントはWi2 300との共用。1日3回（1回60分）まで。初めて利用する際はメールアドレスかSNSのアカウントの登録が必要。
- サイゼリヤ Free Wi-Fi - サイゼリヤの店舗内に設置。1日3回（1回60分）まで。初めて利用する際にメールかSMS認証が必要。
- ジョイフル Free Wi-Fi - ジョイフルの店舗内に設置。
- ココスのFreeWi-Fi - ココスの店舗内に設置。アクセスポイントはWi2 300との共用。
- びっくりドンキー Free Wi-Fi - びっくりドンキーの店舗内に設置。SSIDは店舗によって異なる。
- フレッツ・ポータル - NTT東日本の光ステーションを設置した店舗等で提供。アクセスポイントはフレッツ・スポットとの共用。1日2回（1回15分）まで。
- Do SPOT - NTTメディアサプライが提供。アクセスポイントはフレッツ・スポットとの共用。1日4回（1回15分）まで。
- E-NEXCO Wi-Fi SPOT - NEXCO東日本
- C-NEXCO Free Wi-Fi - NEXCO中日本
- W-NEXCO Free Wi-Fi - NEXCO西日本

各会社が管轄する路線のSA・PAに設置。初めて利用する際はメールアドレス・携帯電話の番号・SNSのアカウントのいずれかで登録が必要。登録は90日間有効で、経過後は再登録が必要。また、SA・PAによってはソフトバンクWi-Fiスポット・UQ Wi-Fi・FREESPOT（NEXCO西日本はソフトバンクWi-Fiスポット・d Wi-Fi）も設置。
- FC2WiFi（FC2）
- Metro_Free_Wi-Fi - 東京地下鉄（東京メトロ）の一部の駅構内に設置。アクセスポイントはフレッツ・スポット、d Wi-Fiとの共用。初めて利用する際はメールアドレスかSNSのアカウントの登録が必要。1回180分までだが、経過後は再接続することで何回でも利用可能。なお、車両内は2022年6月30日をもって終了。
- TX FREE Wi-Fi - 首都圏新都市鉄道つくばエクスプレスの駅構内に設置。アクセスポイントはフレッツ・スポット、d Wi-Fiとの共用。初めて利用する際はメールアドレスかSNSのアカウントの登録が必要。1回180分までだが、経過後は再接続することで何回でも利用可能。なお、車両内は2022年12月23日をもって終了。
- Osaka Free Wi-Fi - 大阪府内の各所に設置。「Osaka Free Wi-Fi」と「Osaka Free Wi-Fi Lite」の2種類がある。「Osaka Free Wi-Fi」は1回60分までだが、経過後は再接続することで何回でも利用可能。「Osaka Free Wi-Fi Lite」は1日8回（1回30分）まで。いずれも初めて利用する際はメールアドレスの登録が必要。なお、駅構内は2023年3月31日をもって終了。
- FreeMobile - 自動販売機に設置したWi-Fiスポット。自動販売機の販売・貸出しをするタケショウが運営しており、自販機飲料の販売促進を目的としている。
- Wi-Fine - 他の公衆無線LANとは異なり、インターネット接続を行わない。アクセスポイントが置かれた場所の情報提供（チラシ等）を行っている。
- wiffy - 店舗向け。個人経営の店舗に対しても、オリジナルのホットスポットを提供可能とするサービス。メールアドレス登録方式やSNS認証方式（Facebook、Twitter、Google+Instagram、Weibo、LINE、Kakao、VK、LinkedIn）だけでなく、ログイン回数制限やセッション時間制限、通信帯域制御もWeb管理インターフェースから自由に設定可能。
- NiigataCity Free Wi-Fi、n-WatingRoom - いずれも新潟市が独自に提供しているサービス。アクセスポイントはホットスポットとの共用。「NiigataCity Free Wi-Fi」は年中24時間使える。アクセスポイントはNTTブロードバンドプラットフォームとの共用。利用可能エリアは新潟市中心街やNEXT21と新潟交通のBRT車両内。1回60分までだが、経過後は再接続することで何回でも利用可能。初めて利用する際はメールアドレスかSNSのアカウントを登録する必要がある。登録は1年間有効で、経過後は再登録が必要。一部サイトへのフィルタリングあり[注 9]。新潟市側は不特定多数の利用を想定していてWPAやWEPなどの暗号化処理されていない。その為必要に応じてはVPNや他の有料Wi-Fiサービスの使用を推奨している。地震等の非常時は回数無制限ではあるが通常時は1日1回（1回15分）まで。「n-WatingRoom」は旧新潟市役所そばのバス用の待合室に設置されている。新潟市側は待合室での利用を想定しているので利用可能時間やエリアは待合室に準じる[注 10]。WPA/WPA2とPSKで暗号化処理されている。
- Harashin Wi-Fi - 新潟県各地でスーパーマーケットを運営しているアクシアル リテイリングの店舗内に設置。アクセスポイントはホットスポットとの共用。WPA3で暗号化処理されている。
- TOKYO FREE Wi-Fi - 外国人旅行者等が多く訪れる東京都の施設などに設置。Japan Connected-free Wi-Fiへの対応あり。
- Uoroku Wi-Fi - ウオロクの店舗内に設置。アクセスポイントはフレッツ・スポットとの共用。暗号化処理されている。
- USEN Wi-Fi - USENが設置しているWi-Fi。接続するとログインを求められ、ログインサイトで生まれた年と性別を入力するだけで使えるようになる。アクセスポイントはWi2 300との共用。1回60分までだが、経過後は再接続することで何回でも利用可能。
- Bic_Wi2_WiFi - ビックカメラの店舗内に設置。5GHz帯と2.4GHz帯が用意されている。アクセスポイントはWi2 300との共用。
- ヨドバシ フリーWi-Fi - ヨドバシカメラの店舗内に設置。アクセスポイントはWi2 300との共用。1回60分までだが、経過後は再接続することで何回でも利用可能。
- Toki Liner Free Wi-Fi - 新潟交通と6つの事業者が新潟県内と県外結ぶ高速バスである統一ブランド「ときライナー」の車内に設置。アクセスポイントはフレッツ・スポットとの共用。初めて利用する際はメールアドレスかSNSのアカウントの登録が必要。Japan Connected-free Wi-Fiへの対応あり。
- Kaikatsu Free-WiFi - 快活CLUBの店舗内に設置。アクセスポイントはホットスポットとの共用。接続には入店時の伝票に印字されたパスワードが必要で、毎月初めにパスワードが変更される。
- Ji-yu Wi-Fi - 自遊空間の店舗内に設置。アクセスポイントはフレッツ・スポットとの共用。

###### 過去
- 7SPOT - セブン&アイ・ホールディングスグループの店舗内に設置。アクセスポイントはフレッツ・スポット、docomo Wi-Fiとの共用。1日3回（1回60分）までだが、アプリ「セブン-イレブンアプリ」からだと回数・時間ともに無制限。初めて利用する際はセブンスポットかオムニ7への会員登録が必要（事前の会員登録は可能。登録後、利用したい端末（MACアドレス）でのログイン画面で、登録したメールアドレスと設定したパスワードを入力し、ログインすれば利用可能）。2022年3月31日をもって終了。
- Famima_Wi-Fi - ファミリーマートの店舗内に設置。アクセスポイントはd Wi-Fiとの共用。1日3回（1回20分）までだが、アプリ「ファミリーマートWi-Fi簡単ログインアプリ」からだと1回分が60分まで延長できた。初めて利用する際はメールアドレスの登録とパスワードの設定が必要。2022年7月31日をもって終了。
- 000MINISTOP_Wi-Fi - ミニストップの店舗内に設置。アクセスポイントはソフトバンクWi-Fiスポットとの共用。1日3回（1回20分）まで。2022年6月30日をもって終了。
- KEIKYU FREE Wi-Fi - 京浜急行電鉄の駅構内に設置。アクセスポイントはフレッツ・スポット、d Wi-Fiとの共用。初めて利用する際はメールアドレスかSNSのアカウントの登録が必要。1日3回（1回15分）まで。2022年12月31日をもって終了[26]。
- りんかい線フリーWi-Fi - りんかい線の駅構内に設置。アクセスポイントはフレッツ・スポット、d Wi-Fiとの共用。初めて利用する際はメールアドレスの登録が必要。1回30分までだが、経過後は再接続することで何回でも利用可能。2022年12月15日をもって終了。
- Toei Bus Free Wi-Fi - 都営バスの車内に設置。アクセスポイントはフレッツ・スポット、d Wi-Fiとの共用。初めて利用する際はメールアドレスかSNSのアカウントの登録が必要。1回180分までだが、経過後は再接続することで何回でも利用可能。2021年11月30日をもって終了[27]。

##### 設置者の相互コミュニティ
- FON - 自宅や店舗・事務所などのインターネット回線にFON無線ルーターを購入設置登録すると、一つのIDが設置者に提供され全世界の同様のFONルーター購入設置者のスポットが無料で利用できる（過去には、ソフトバンクモバイルのフラット型パケット定額サービスの契約者に対しては、ソフトバンクモバイルがFON無線ルーターを無償提供していた。2016年現在は、SoftBankブランド利用者に対し、分割払いを利用した「実質無料」での提供はあるが、完全なる無償配布はない）。2013年7月現在、全世界で1200万スポットに迫る。

##### 臨時
- 00000JAPAN - 大規模災害時に臨時で運用される共通SSID。

### アメリカ
「iPass Growth Map」によると、2015年2月現在のアメリカにおける公衆無線LANのホットスポット数は、コミュニティWi-Fiが3107万8609か所、商用Wi-Fiが104万9151か所である。 
アメリカの代表的な公衆無線LANの専業事業者としてiPASSとBoingoがある。

### イギリス
イギリスの通信規制機関Ofcomの報告書「2014年インフラストラクチャ・レポート（Infrastructure Report 2014）」10によると、イギリスの公衆無線LANホットスポット（public Wi-Fi hotspots）数は2014年6月には4万1798か所となっている（大手通信事業者以外の事業者、BT FONサービス11、公共交通機関提供のものを除く）。

### ブラジル
ブラジルでは2015年1月現在、公衆無線LANアクセスポイントが58万6098か所あり、有料モデルが734か所、無料モデルが3903か所、無料・有料モデルの混合が58万1461か所となっている。

## 技術

### セキュリティ
802.1x認証、WPA-EAP
2013年12月現在、日本の公衆無線LANで802.1x認証、WPA/WPA2-EAPに対応しているものは少数であるが、au Wi-Fi SPOT（SSID：au_Wi-Fi2）、docomo Wi-Fi（SSID：0001docomoおよびdocomoの一部）、ソフトバンクWi-Fiスポット（SSID：0002softbank）といった移動体キャリアによるサービスでは対応が広がっている。しかし、端末を問わず利用できるのはdocomo Wi-Fiのみであり、au Wi-Fi SPOTおよびソフトバンクWi-Fiスポットでは自キャリアの携帯電話端末によるUIMカードの情報を用いた認証（EAP-SIM/AKA）のみである。
暗号化方式
WPA/WPA2-PSKでTKIPもしくはCCMPによる暗号化が提供されているものが多い。しかし、無料サービスのものや一時的に設置されるものでは暗号化をしていない場合が多く、有料サービスでも脆弱性が指摘されているWEPのみを採用している場合や、暗号化されていない場合もある。
Captive portal
Wi-Fi接続確立後の初回アクセス時、あるいは一定接続時間ごとに、HTTP GETリクエストまたはDNSクエリーを横取りして認証ページまたは利用規約の同意を求めるページなどへリダイレクトさせる。これはCaptive portalと呼ばれる。

### WISPr
公衆無線LANスポットを設置・提供するにあたっての技術的な指標として、WISPrが存在する。

## ローミング
公衆無線LANのアクセスポイントを保有しない電気通信事業者が、他の電気通信事業者のアクセスポイントを利用できるようにする事をローミングという。
無線LAN専業の電気通信事業者の内、自社ではアクセスポイントを全く保有していないか、又は利用可能なアクセスポイントの中で自社のアクセスポイントの割合が非常に少ない業者の事をローミングプロバイダと呼ぶ事がある（WIRELESSGATEや、au Wi-Fi SPOTに参入する以前のWi2 300はローミングプロバイダの例である）。
逆に、自社では利用者に対する営業活動を行わず、専らローミング提供を行う事業者も存在する。NTT BP（NTT東日本のWeb認証方式のフレッツスポットをローミング提供）やイッツコミュニケーションズ（東急線の駅構内の公衆無線LAN設備を移動体系キャリア3社とNTT東日本にローミング提供）はこの例である。